# Massimeno
Massimeno é uma comuna italiana da região do Trentino-Alto Ádige, província de Trento, com cerca de 105 habitantes. Estende-se por uma área de 21 km², tendo uma densidade populacional de 5 hab/km². Faz divisa com Giustino, Spiazzo, Strembo, Caderzone, Daone, Bocenago, Pelugo e Bleggio Inferiore.